# Антон Малей
Антон Малей, також Тон Малей 16 січня 1907 — 15 червня 1930) — словенський гімнаст, що виступав за Югославію. Він виграв бронзову медаль на літніх Олімпійських іграх 1928 року.

## Біографія
Малей народився в Савиці-при-Средні, поблизу Бохині. Він був наймолодшим з п'яти дітей. Його батьки, Януш і Марія, працювали на фермі в Лашкий Ровт. З 1913 по 1920 рік Малей відвідував початкову школу в Бохинській Бистриці. Він поїхав до Любляни в 1922 році, щоб тренуватися в майстерні з виготовлення парасольок і почав працювати в Л. Мікуша в 1926 році. У віці 14 років, Малей приєднався до Словеньського легкоатлетичного руху Сокіл. Навіть як член юнацької збірної, він вже досяг успіху в брусах і перекладині. Він почав конкурувати з членами команди в 1926 році. Малей був членом югославської делегації на літніх Олімпійських іграх 1928 року в Амстердамі; він виграв бронзову медаль з чоловічою збірною з багатоборства, разом з Едвардом Антошевичем, Стейном Дерганом, Драгутином Чіотті, Борисом Грегоркою, Янезом Порентою, Жозе Приможичем і Леоном Штукелем. Крім того, він брав участь в індивідуальному порядку у всіх чоловічих дисциплінах. Він фінішував 25-м в особистому багатоборстві, 30-м в опорному стрибку, 19-м на паралельних брусах, 51-м на перекладині, 15-м на кільцях і 15-м на коні.
У 1929 році Малея призвали на військову службу в авіаційну частину в місто Петроварадін. Після повернення до Любляни, він відновив свої гімнастичні тренування. Він був обраний членом збірної Югославії, яка виступала в 1930 році на чемпіонаті світу з художньої гімнастики в Люксембурзі. Перший день змагань завершився трагічно для команди: Леон Штукель послизнувся, коли закінчував свій виступ на брусах, і Малей пошкодив хребет, виступаючи на кільцях. Обидва були доставлені в лікарню. Штукель швидко відновився, хоча він не міг продовжувати змагання, але травми, які отримав Малей виявилися несумісні з життям. Малей помер у лікарні в Люксембурзі 15 липня 1930 року. Колега Малея, Антошевич, звинуватив в інциденті несправне обладнання: через дощ, змагання були перенесені зі стадіону до критого тренажерного залу прилеглої школи. Дослідження, що було проведено після цього, визначили, що шкільні мати були занадто тонкими.
Тіло Малея було відправлено до Любляни 18 липня, де відбулась церемонія прощання в Табор-Холлі, у штаб-квартирі організації «Сокіл». Понад 10 тисяч людей прийшли вшанувати йому пам'ять. Труну Малея було передано спершу до Шкоф'я-Локи, а потім у Бохинську Бистрицю, де він і був похований. Пізніше, відомим скульптором Лойзе Долінаром було зведено бронзовий бюст на його надгробній плиті. Починаючи з 1970 року, у Любляні проводиться щорічний конкурс пам'яті Малея. Вулиці в Любляні й Бохинській Бистриці також названі в честь Малея.